# August von Hahn (Beamter)
Georg August von Hahn (* 12. Oktober 1821 in Darmstadt; † 23. September 1886 ebenda) war Großherzoglich Hessischer Oberrechnungskammerpräsident. 

## Leben
August Hahn wurde als Sohn des Geheimrats August Friedrich Hahn (1789–1867) und dessen Ehefrau Charlotte Franziska Auguste Marianne Hoffmann (1802–1834), Tochter des August Konrad Hofmann und der Sophie Henriette Metzler geboren und wuchs mit seinen Brüdern Friedrich Ernst Johann Karl (1824–1902, Rechnungsrat bei der Hauptstaatskasse des Großherzogtums Hessen) und Johann August Friedrich (1828–1892, Geheimer Obersteuerrat in Darmstadt) auf. 
Wegen der Verdienste des Großvaters Georg Gottlieb Hahn (1756–1823, hessischer General) wurden sie durch Großherzog Ludwig IV. am 7. April 1890 in den hessischen Adelsstand erhoben.
Wie sein Vater entschied sich August für eine Beamtenlaufbahn im Verwaltungsdienst des Großherzogtums Hessen und wurde Präsident der Oberrechnungskammer.
1821 nahm die Rechnungskammer (ab 1852 Oberrechnungskammer) in Darmstadt ihre Tätigkeit auf und ihre Aufgabe lag in der Überprüfung, ob alle einzuziehenden Staatseinnahmen vollständig erhoben und verrechnet und alle Ausgabeposten entsprechend den Vorschriften entstanden sind. 
Die Oberrechnungskammer war somit ein wichtiger Bestandteil der Finanzverwaltung und trug zur Transparenz und Rechenschaftspflicht im Großherzogtum bei. 

### Familie
Am 7. April 1866 schloss August in Darmstadt die Ehe mit Amélie Herzog (1836–1880, Tochter des württembergischen Oberfinanzrats Friedrich von Herzog und der Therese von Kraft).
Aus der Ehe sind die Kinder Emilie Amélie (1867–1941, ∞ Hans von und zu Egloffstein) und Henriette Therese (1868–1952, ∞ Carl Ludwig Bossart, Dompropst in Ratzeburg), die am 7. April 1890 durch Großherzog Ludwig IV. in den hessischen Adelsstand erhoben wurden, hervorgegangen.